# Пол Дрейтон
Отіс Пол Дрейтон (англ. Otis Paul Drayton; 8 травня 1939 — 2 березня 2010) — американський легкоатлет, який спеціалізувався в бігу на короткі дистанції.

## Із життєпису
Олімпійський чемпіон в естафеті 4×100 метрів (1964).
Срібний олімпійський призер у бігу на 200 метрів (1964).
Ексрекордсмен світу з бігу на 220 ярдів та в естафеті 4×100 метрів (загалом 3 ратифікованих рекорди).
Чемпіон США з бігу на 200 метрів (1961, 1962) та 220 ярдів (1963).
По завершенні спортивної кар'єри працював проєктним директором Департаменту рекреації Клівленда. Після виходу на пенсію, працював у департаменті шерифа.
Помер від раку, маючи 70 років.

## Основні міжнародні виступи
| Рік  | Змагання         | Місто   | Місце            | Дисципліна | Примітки         |
| ---- | ---------------- | ------- | ---------------- | ---------- | ---------------- |
| 1964 | Олімпійські ігри | Токіо   | 2                | 200 м      | Відео на YouTube |
| 1964 | 1                | 4×100 м | Відео на YouTube |            |                  |